# Ват Пхра Махатхат
Ват Пхра Махатхат (тайск. วัดพระมหาธาตุวรมหาวิหาร) — главный храм в Накхонситхаммарат, на юге Таиланда. Он был построен во времена основания города и хранит реликвию — зуб Будды. Центральным объектом является 78-метровая чеди, окруженная 173 маленькими чеди. Чеди выполнены в шри-ланкийском раннем стиле Шривиджайя.

## Хе Пха Кхуэн Тхат
Хе Пха Кхуэн Тхат (แห่ ผ้า ขึ้น ธาตุ) — это ежегодный храмский праздник, проводимый в дни Магха Пуджа, который отмечается в день полнолуния в феврале.

## Галерея

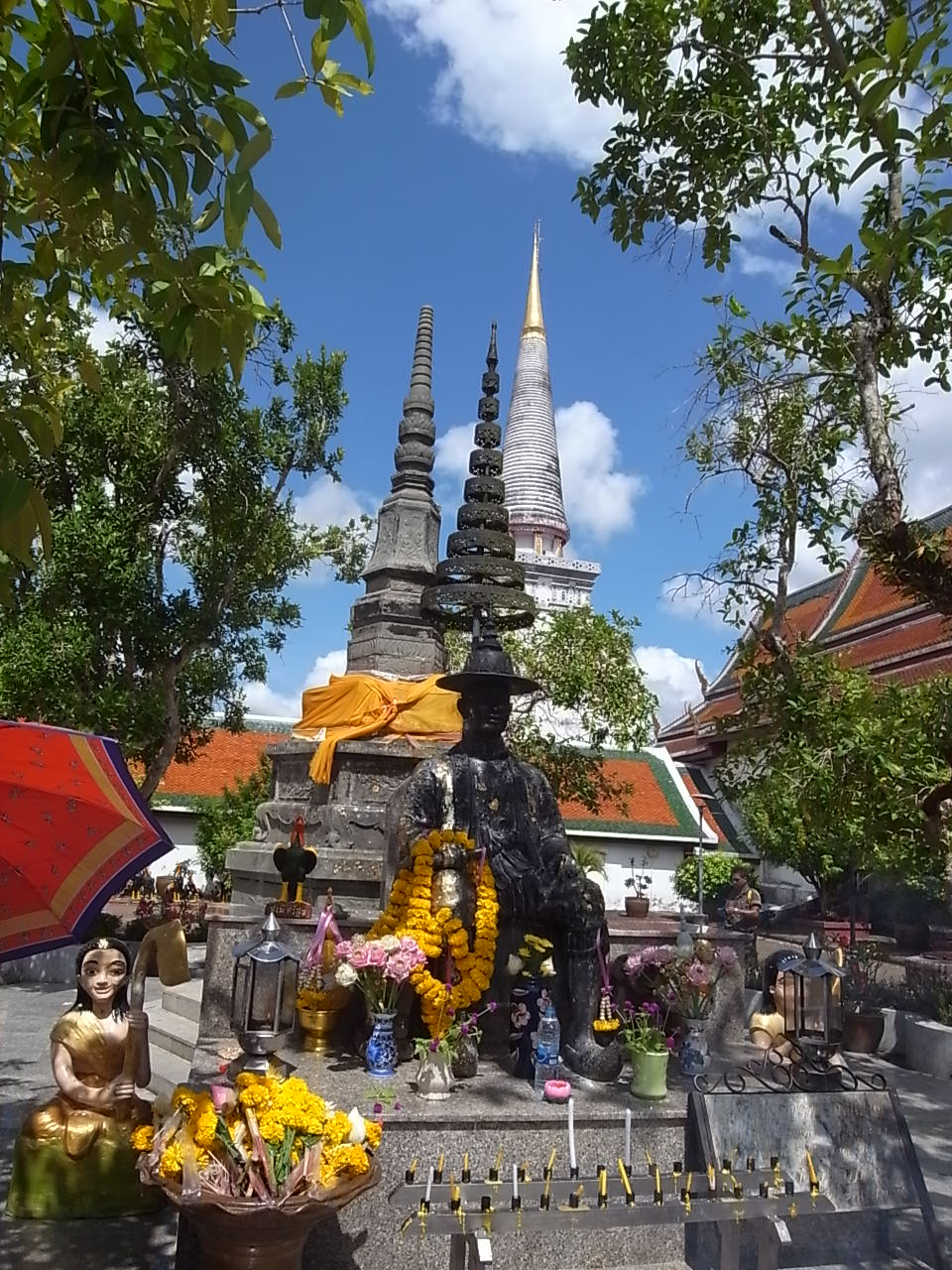
Статуя короля Таксина в храме.
Печать провинции Нaкхон Си Таммара
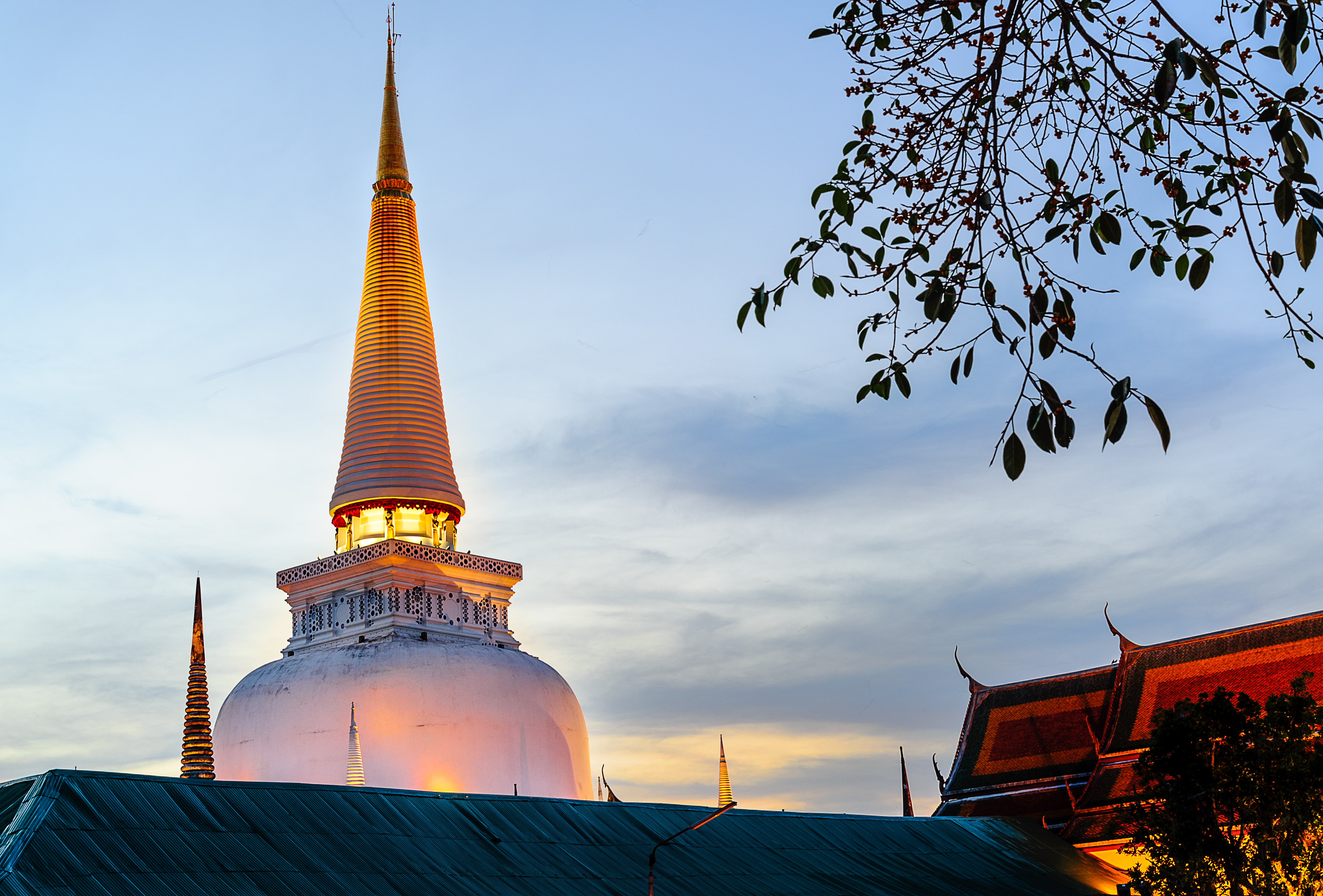
Более близкий вид на шпиль.
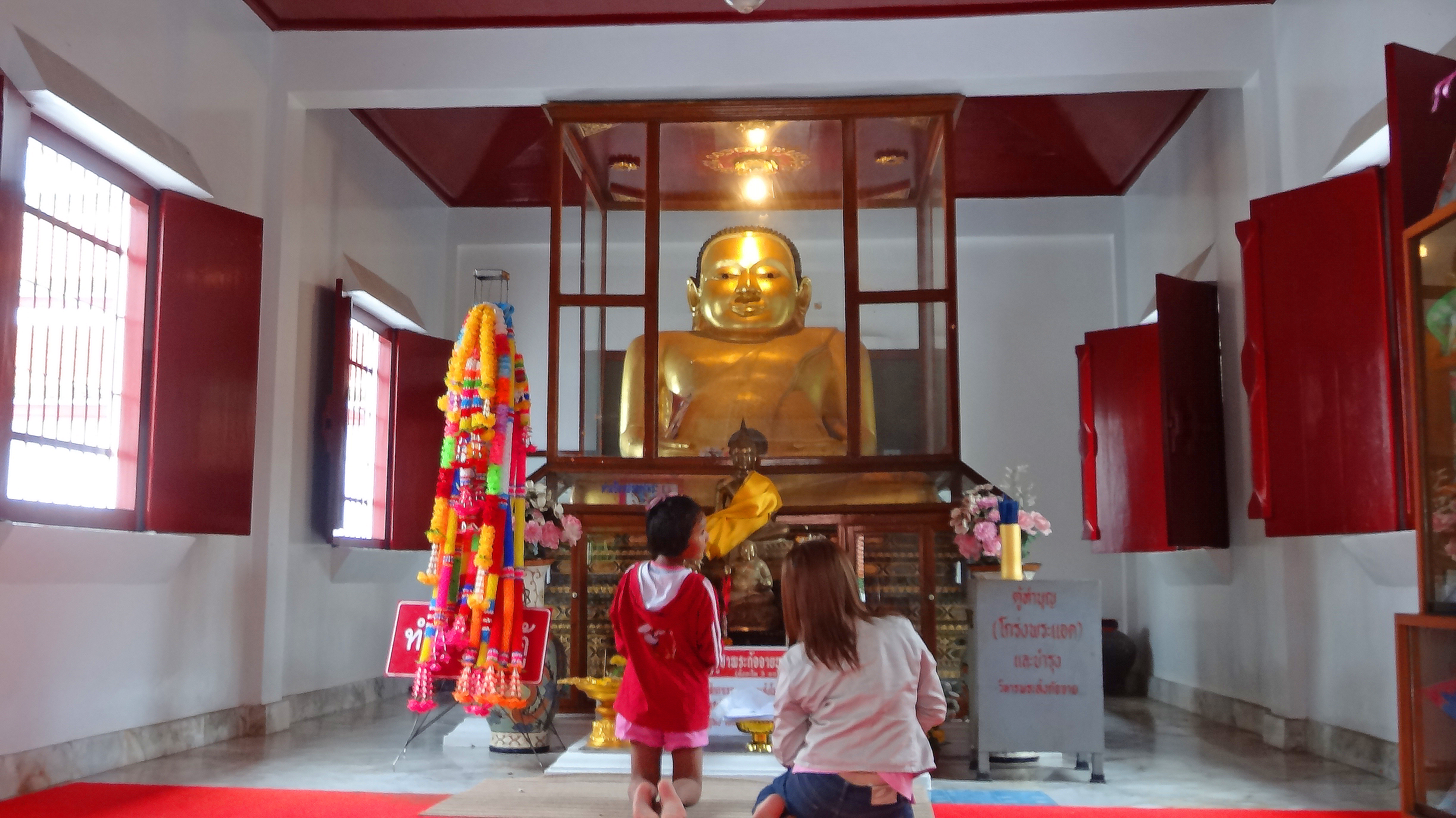
Статуя внутри храма
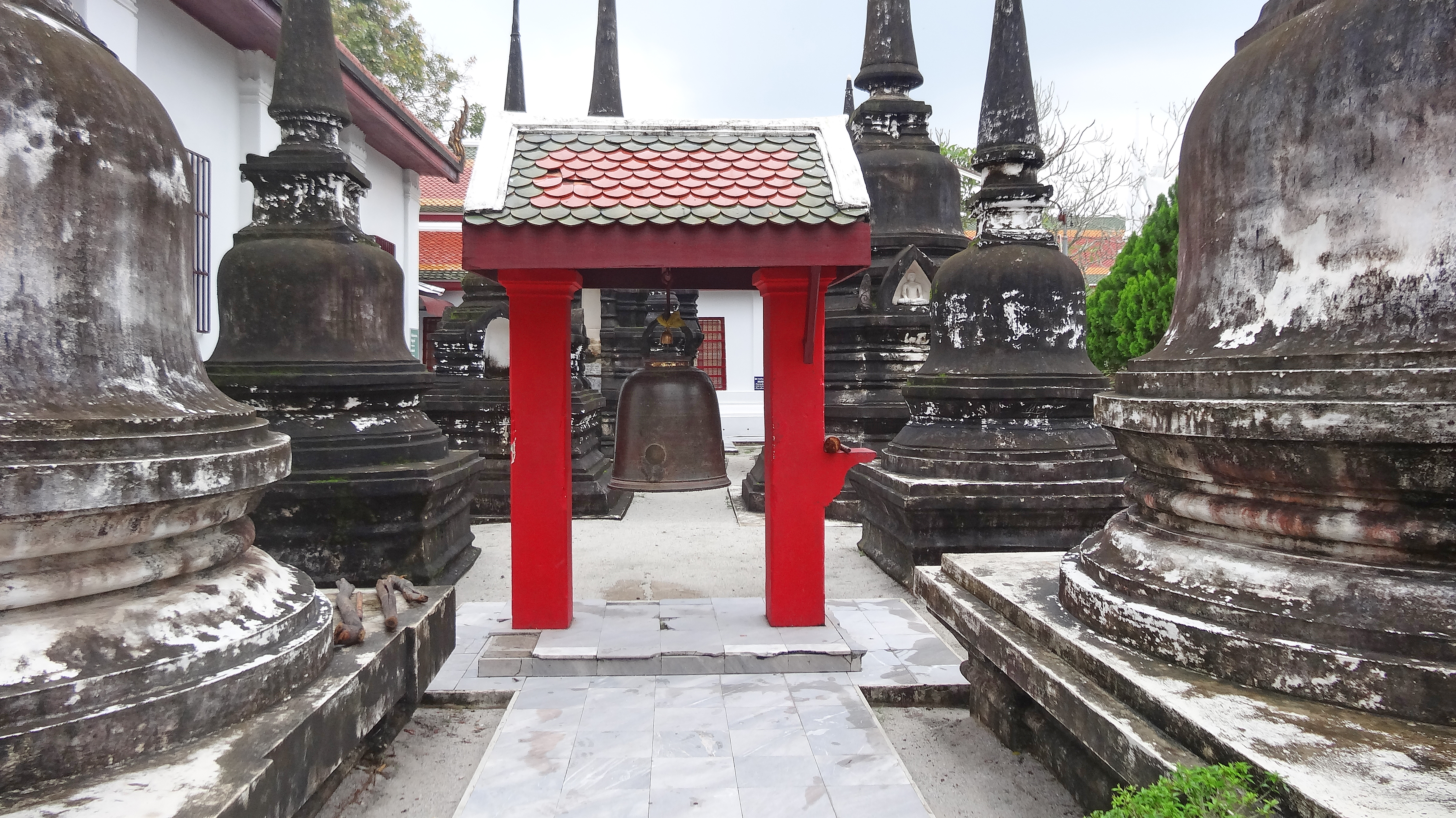
Малые чеди внутри храма.
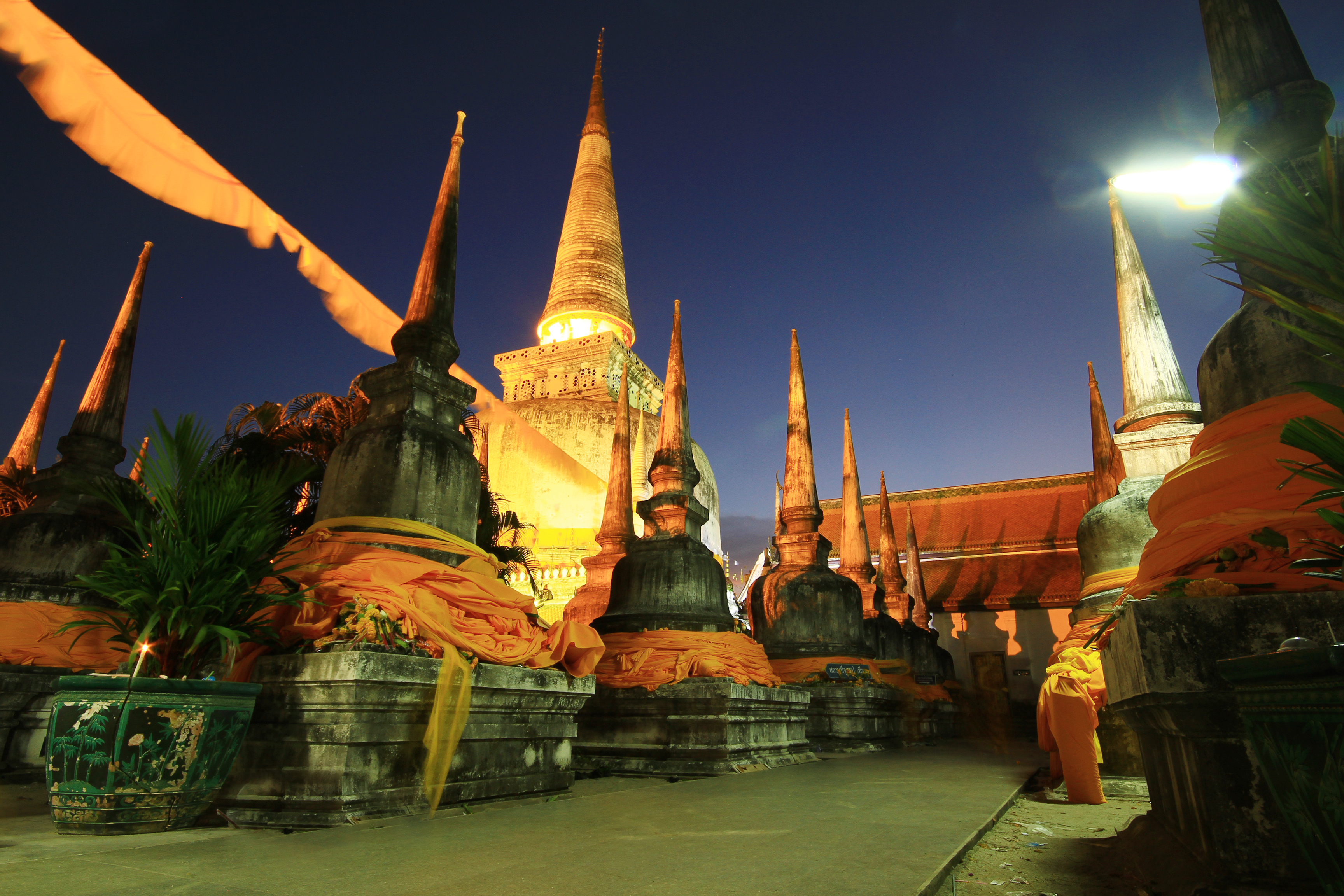
Малые чеди после Хе Пха Кхуэн Тхат.
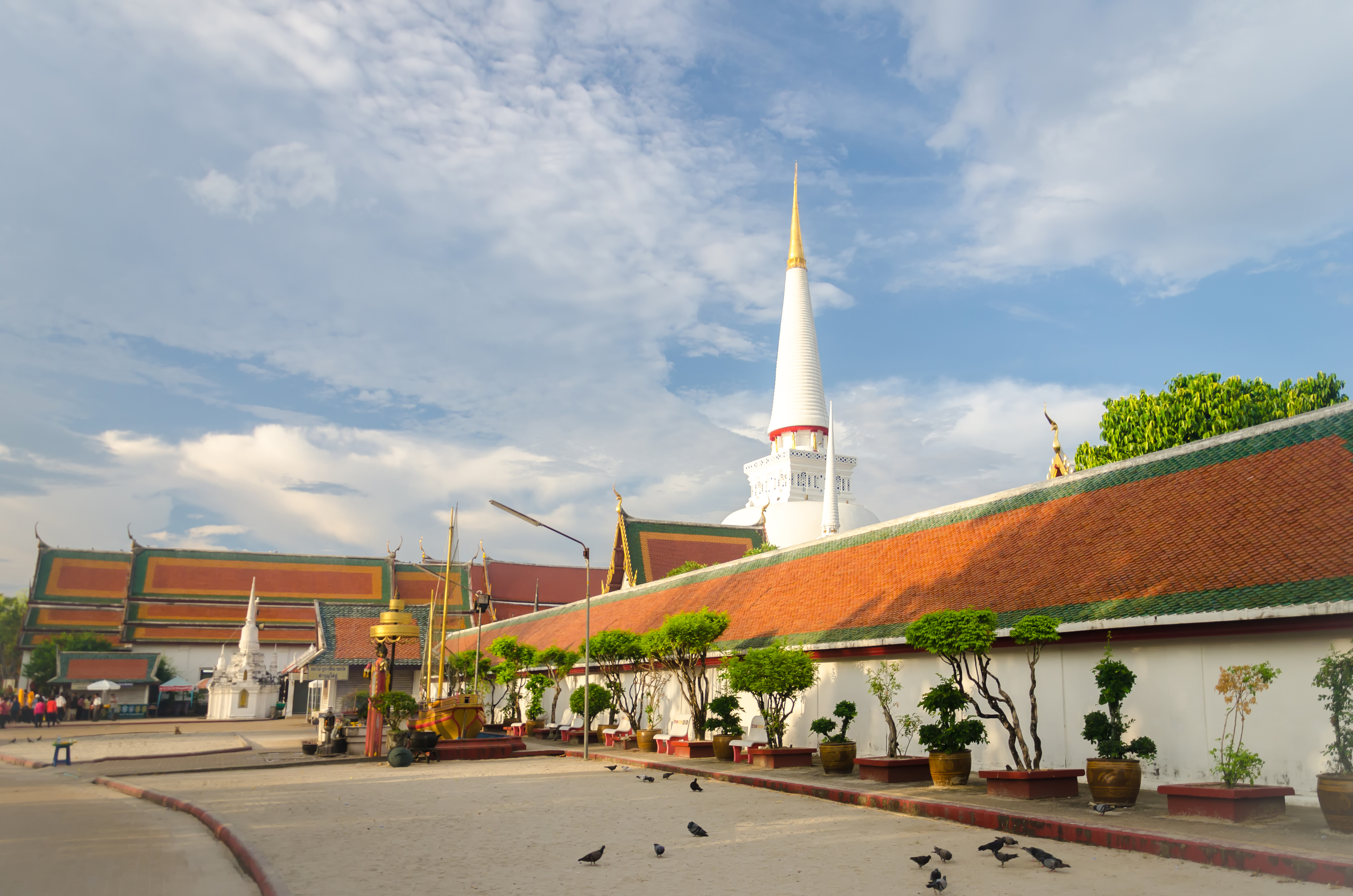
Стена вокруг храма.
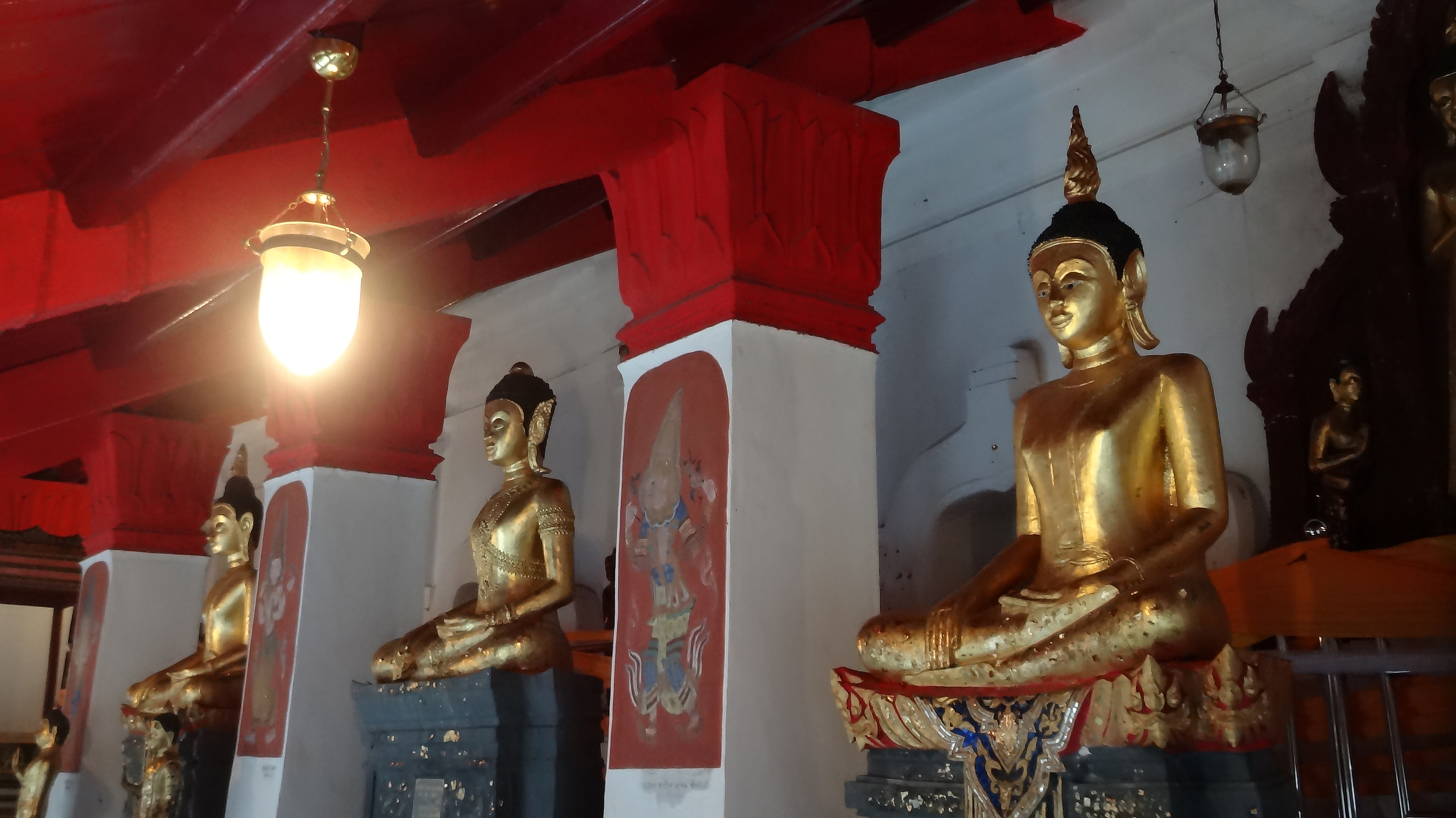
Сидящие Будды в основании ступы.
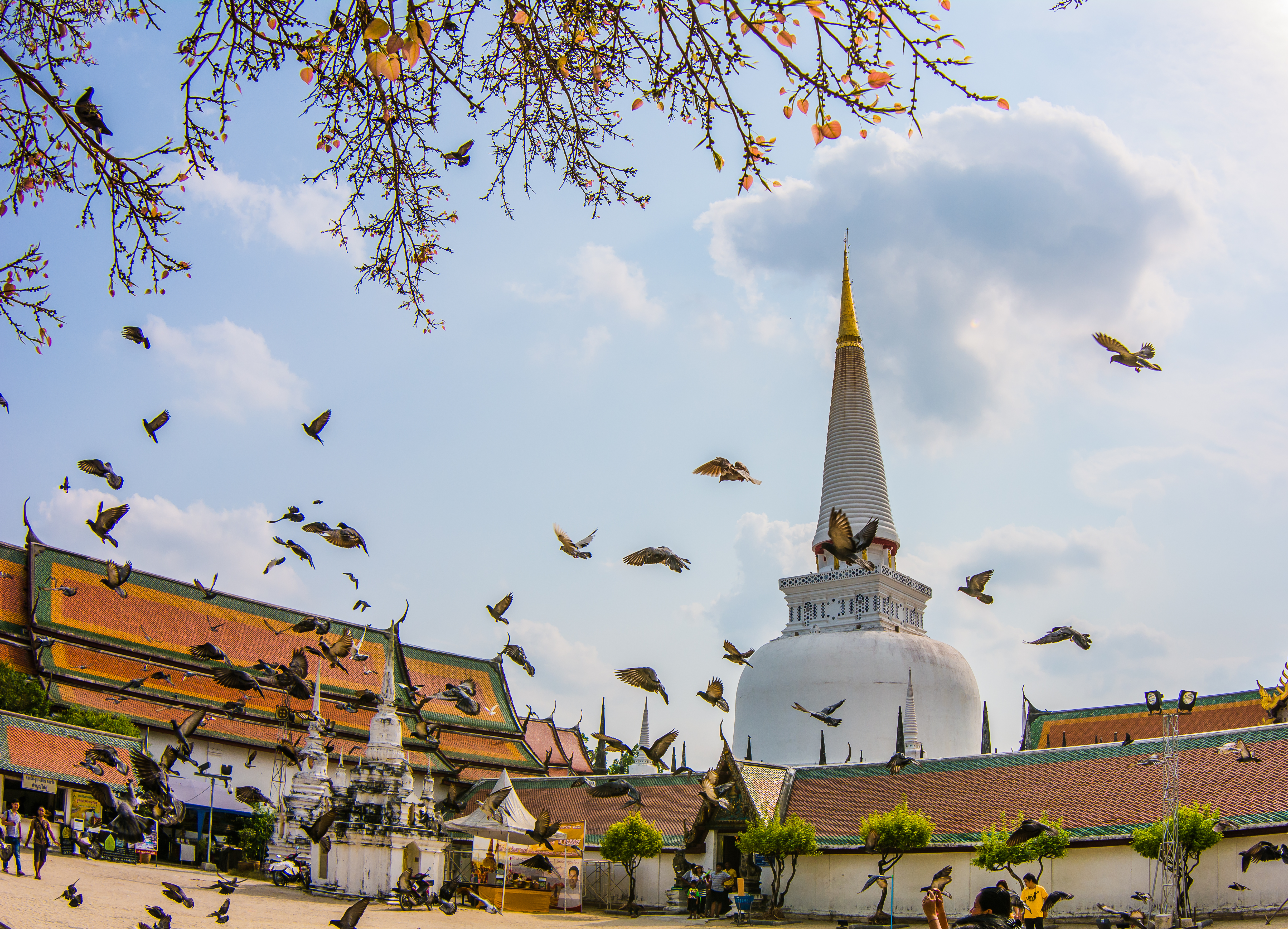
Рынок на юге убосота
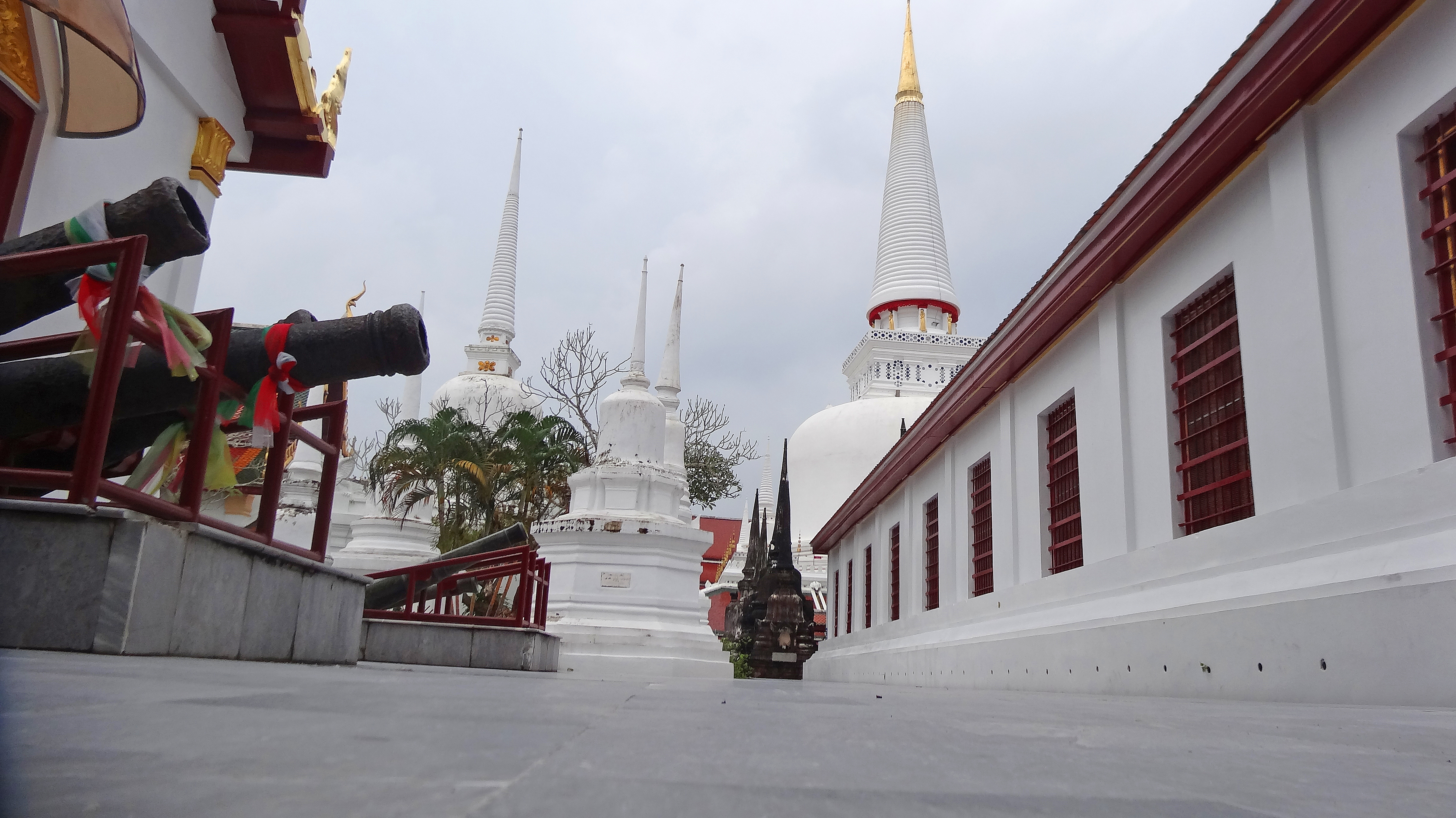
Путь вокруг ступы